# Тимелія мадагаскарська
Тимелія мадагаскарська (Mystacornis crossleyi) — вид горобцеподібних птахів родини вангових (Vangidae).

## Таксономія
Традиційно вид відносили до родини тимелієвих (Timaliidae). Лише генетичний аналіз 2008 року показав, що вид належить до вангових, а зовнішня схожість з тимеліями пояснюється конвергентною еволюцією.

## Поширення
Ендемік Мадагаскару. Поширений вздовж східного узбережжя острова. Мешкає у широколистяному лісі на висотах від рівня моря до 1800 м.

## Опис
Дрібний птах завдовжки до 15 см, вагою до 25 г. Він має довгий тонкий дзьоб, завдовжки до 2 см, із зчепленим кінчиком, чорного кольору з блакитними краями. Самець оливково-зеленого забарвлення з сірим животом, чорним горлом, чорною лицьовою маскою, білою широкою смугою нижче маски та сірими бровами вище маски і сірою маківкою голови. Самиця схожа за забарвлення, лише горло і живіт білого кольору, а верхівка голови вохриста. В обох статей ноги сірі, а райдужка чорна.

## Спосіб життя
Трапляється поодинці або парами. Годується на землі. Полює на комах та інших безхребетних. Сезон розмноження триває з серпня по листопад. Самець будує неглибоке чашоподібне гніздо з гілочок і коріння на дереві чи іншій рослинності на висоті 1,5 м від землі. Самиця відкладає 2-3 яйця. Насиджують обидва батьки.